# Drezna
Drezna (ru. Дрезна́) este un oraș din Regiunea Moscova, Federația Rusă și are o populație de 11.665 locuitori.